# Église Saint-Pierre des Nouillers
L'église Saint-Pierre est une église située aux Nouillers, dans le département français de la Charente-Maritime en région Nouvelle-Aquitaine.

## Historique
L'église est classée au titre des monuments historiques par arrêté de 1946.